# Associazione nazionale energia del vento
L'Associazione nazionale energia del vento in sigla ANEV è un'associazione italiana che riunisce oltre 2.000 soggetti tra produttori ed operatori dell'energia elettrica ricavata da fonti eoliche.
Ogni anno in occasione del Global Wind Day l'ANEV organizza in Italia la Giornata Nazionale del Vento, con eventi, mostre, convegni e workshop relativi all'energia eolica organizzati in diverse città.
In occasione della Giornata Nazionale del Vento 2010 l'ANEV ha presentato la prima mappa eolica italiana contenente informazioni su tutti i parchi eolici presenti sul territorio nazionale. Il documento contiene i dati delle società titolari di impianti, il numero di aerogeneratori, la potenza di ogni parco eolico e l'indicazione georeferenziata dei medesimi.